# USS Cinnabar (IX-163)
USS Cinnabar (IX-163) był amerykańską barką betonową typu Trefoil oznaczaną jako unclassified miscellaneous vessel. Był jedynym okrętem United States Navy noszącą nazwę pochodzącą od cynobru.
Jego stępkę położono w 1944. Został nabyty na zasadzie długoterminowego czarteru od War Shipping Administration i wszedł do służby w San Francisco 26 września 1944.
Przydzielony do Floty Pacyfiku w listopadzie 1944 opuścił na holu Zachodnie Wybrzeże USA kierując się w stronę Pearl Harbor. Służąc w Service Squadron 8 a następnie w Service Squadron 10 pełnił rolę jednostki magazynowej w wysuniętych bazach w Eniwetok, Espiritu Santo, Ulithi i Leyte. Był w drodze na Okinawę gdy wszedł na obszar tajfunu w dniach 30 września - 2 października. 9 października 1945 w czasie tajfunu Louise wszedł na mieliznę w Baten Ko, Buckner Bay, Okinawa. 
Został skreślony z listy jednostek floty 3 stycznia 1946, zwrócony właścicielowi na Okinawie, a następnie sprzedany.